# Lovětín (Jarošov nad Nežárkou)
Lovětín (německy Lowietin) je vesnice, část obce Jarošov nad Nežárkou v okrese Jindřichův Hradec v Jihočeském kraji. Nachází se asi tři kilometry severozápadně od Jarošova nad Nežárkou. Lovětín je také název katastrálního území o rozloze 5,87 km².

## Historie
První písemná zmínka o vesnici pochází z roku 1403.

## Přírodní poměry
Jižně a jihozápadně od vesnice se nachází několik rybníků, z nichž některé jsou součástí přírodní památky Rybníky u Lovětína.

## Obyvatelstvo
| Rok            | 1869 | 1880 | 1890 | 1900 | 1910 | 1921 | 1930 | 1950 | 1961 | 1970 | 1980 | 1991 | 2001 | 2011 | 2021 |
| -------------- | ---- | ---- | ---- | ---- | ---- | ---- | ---- | ---- | ---- | ---- | ---- | ---- | ---- | ---- | ---- |
| Počet obyvatel | 247  | 251  | 259  | 248  | 236  | 246  | 232  | 164  | 168  | 148  | 121  | 80   | 73   | 76   | 88   |
| Počet domů     | 32   | 34   | 36   | 37   | 39   | 41   | 43   | 42   | 42   | 42   | 34   | 38   | 43   | 44   | 49   |

## Obecní správa
Při sčítání lidu v letech 1850–1899 Lovětín byl osadou obce Jarošov nad Nežárkou v okrese Jindřichův Hradec. V letech 1900–1974 byl samostatnou obcí v okrese Jindřichův Hradec. Od 1. ledna 1975 je opět částí obce Jarošov nad Nežárkou v okrese Jindřichův Hradec.

## Hospodářství a doprava
Nachází se zde ubytovací zařízení a hospoda Restaurace a bar Pohádková usedlost. Dopravní obslužnost zajišťují Jindřichohradecké místní dráhy, nachází se zde stanice na trati č. 228 Jindřichův Hradec – Obrataň.

## Společnost
Děti dojíždějí do základních škol v Nové Včelnici nebo Jindřichově Hradci.

## Pamětihodnosti
- Místní kaplička byla postavena v roce 1890.
- Deska padlým v první světové válce[9]

## Rodáci
- Ladislav Komorád (1895–1947), legionář, voják z povolání, účastník II. odboje, hrdina květnového osvobození a první předseda okresního národního výboru Písek

## Galerie

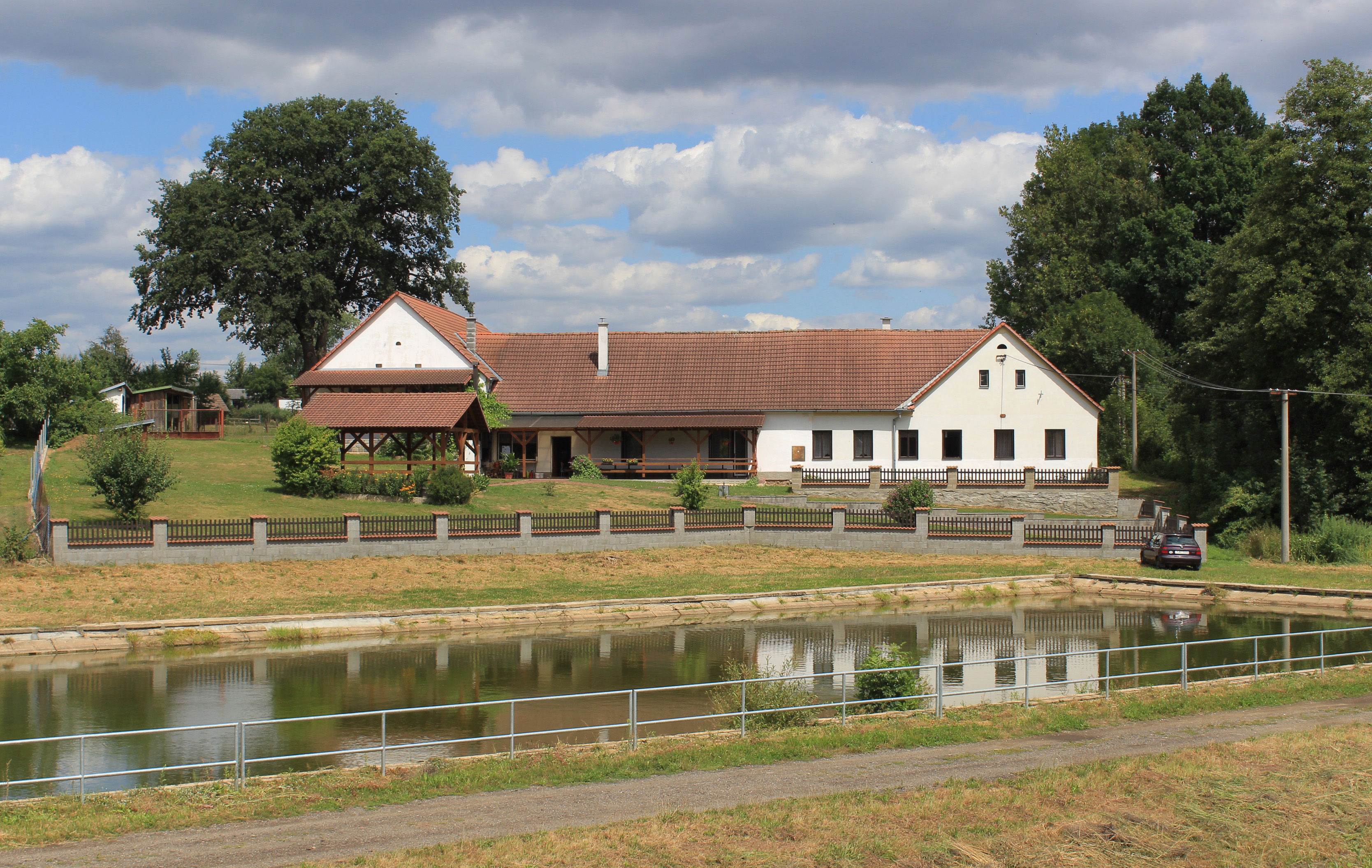
Opravený statek za požární nádrží
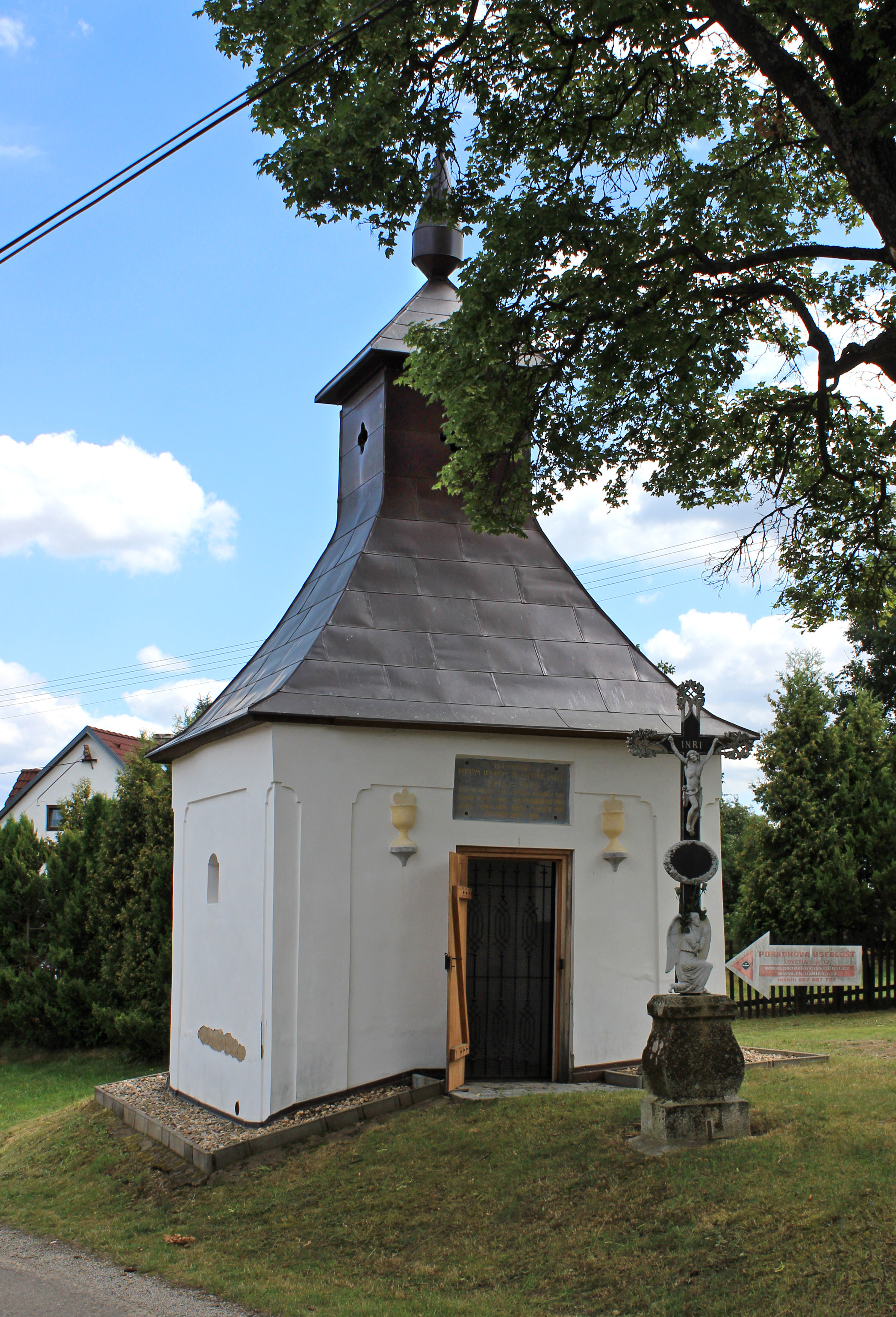
Kaple na návsi
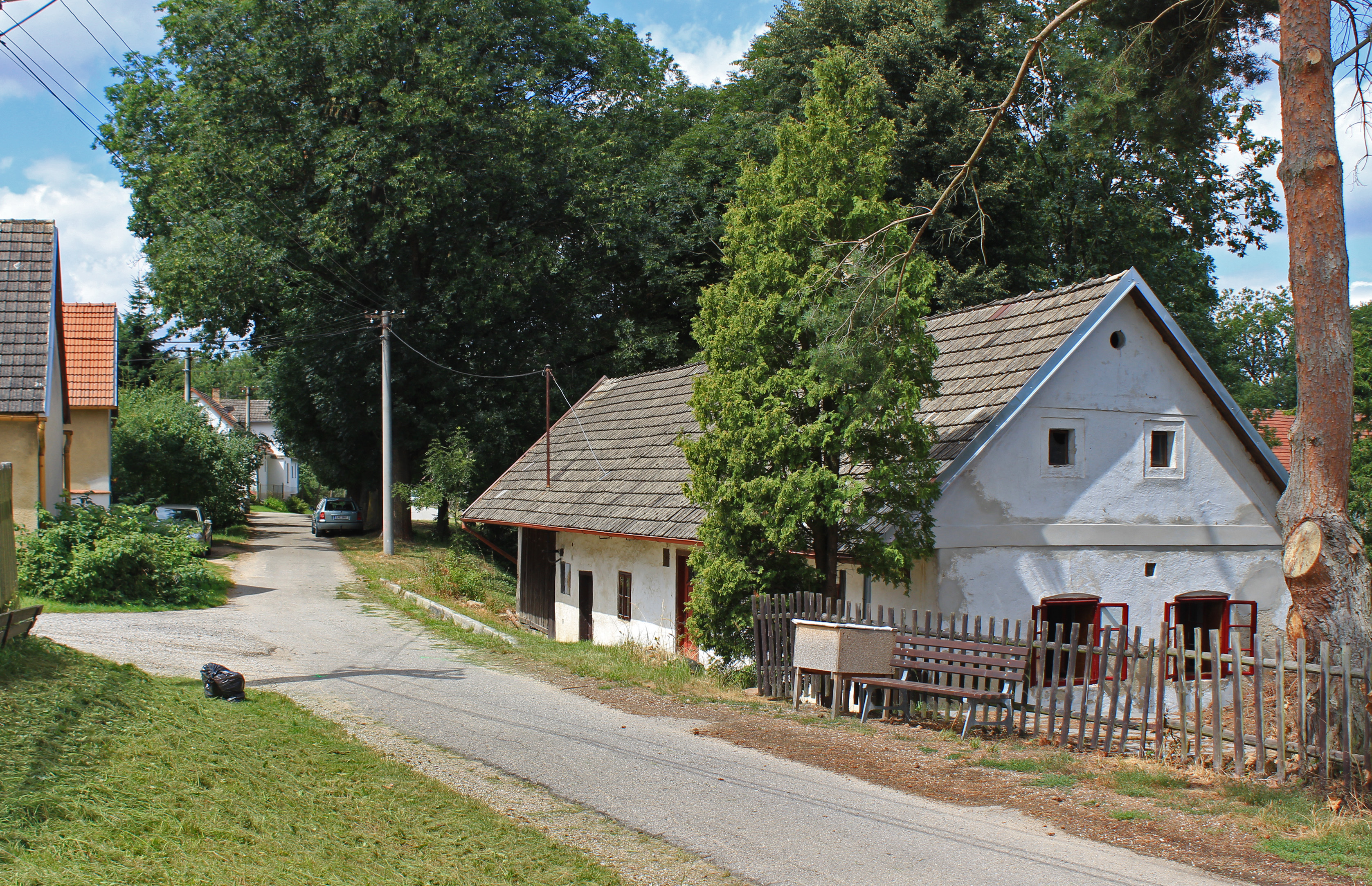
Domek ve středu vsi